# Новоусадский сельсовет (Арзамасский район)
Новоуса́дский сельсове́т — упразднённое сельское поселение в Арзамасском районе Нижегородской области.
Административный центр — село Новый Усад.

## История
Упразднён 1 января 2023 года.

## Население
| 2002 | 2010 | 2012 | 2013 | 2014 | 2015 | 2016 |
| ---- | ---- | ---- | ---- | ---- | ---- | ---- |
| 789  | ↘768 | ↘759 | ↘740 | ↗758 | ↘747 | ↘742 |
| 2017 | 2018 | 2019 | 2020 | 2021 |      |      |
| ↗744 | ↗749 | ↘720 | ↘711 | ↗743 |      |      |

## Состав сельского поселения
В состав сельского поселения входят 2 населённых пункта:
| № | Населённый пункт | Тип населённого пункта       | Население |
| - | ---------------- | ---------------------------- | --------- |
| 1 | Исупово          | деревня                      | ↘4        |
| 2 | Новый Усад       | село, административный центр | ↘764      |